# Noah Hegge
Pour les articles homonymes, voir Hegge.
Noah Hegge est un kayakiste allemand né le 15 mars 1999 à Mammendorf, en Bavière.
Il a remporté la médaille de bronze du kayak-cross masculin aux Jeux olympiques d'été de 2024, organisés à Paris.